# Віктор Орбан
Ві́ктор Міхай О́рбан (угор. Orbán Viktor Mihály; нар. 31 травня 1963, Секешфегервар, Угорська Народна Республіка) — угорський державний діяч, прем'єр-міністр Угорщини у 1998—2002 роках і з 2010 року, лідер партії «Фідес». Проводить популістичну та проросійську політику. Себе вважає християнським/національним консерватором.

## Дитинство
Віктор Орбан народився в Секешфегерварі. Друге ім'я Михайло, він отримав на честь свого діда по батьківській лінії, який був ветеринарним фельдшером і керівником тваринницької бригади та переїхав до Альчутдобоз після Другої світової війни, де займався сільським господарством.
Його батько Дьозо Орбан (1940) — колишній сільськогосподарський інженер, партійний пропагандист, сьогодні підприємець-мільярдер. Мати — Ержебет Шіпош працювала логопедом.
Має двох братів: Дьозо Орбана молодшого (1965), інженер-економіст і підприємець та Арона Орбана (1977), підприємець. Крім них, родина також виховувала напівсироту двоюрідну сестру Жофію Вітезі (1967), яка стала журналісткою.
Дитинство провів у селах Альчутдобозі та Фелчуті. Відвідував початкові школи в Альчутдобозі, Вертесаску та Фельчуті.
У 1977 році родина переїхала до Секешфегервара, де він закінчив середню школу в класі англійської мови в середній школі Телекі Бланка. Іспити на атестат зрілості склав у 1981 році.

## Освіта
Після закінчення середньої школи і військової служби (в 1981—1982) вступив на юридичний факультет Будапештського університету. У 1987 закінчив університет, після чого протягом двох років жив у місті Сольнок, але їздив на роботу за 90 км в Будапешт, де був соціологом в інституті при міністерстві сільського господарства і харчової промисловості. 1989 року отримав стипендії Фонду Сороса і стажувався протягом року в Пембрук-коледжі Оксфорда.

## Політична діяльність
Свою політичну діяльність Віктор Орбан почав як член-засновник партії Фідес (Fidesz; абревіатура від FIatal DEmokraták SZövetsége, «Союз молодих демократів»), створеної 30 березня 1988. Він отримав загальнонаціональну популярність виступом 16 червня 1989 на церемонії перепоховання Імре Надя та інших політичних діячів Угорщини, страчених в 1958. У своїй промові Орбан зажадав проведення вільних виборів і виводу радянських військ з угорської території.
1990 року, на перших виборах у посткомуністичній Угорщині, Орбан був обраний депутатом парламенту (знов обирався в 1994, 1998, 2002, 2006). У 1990 став лідером «Фідес», який під його керівництвом було реорганізовано з ліберальної політичної організації (члена Ліберального Інтернаціоналу) в правоконсервативну партію. З 1995 партія Орбана офіційно називається Fidesz-MPP (Союз молодих демократів — Угорська громадянська партія). З жовтня 2002 Орбан, поряд з керівництвом «Фідес», є віцеголовою Європейської народної партії, до складу якої входять консервативні партії Європи.

### Перше премʼєрство

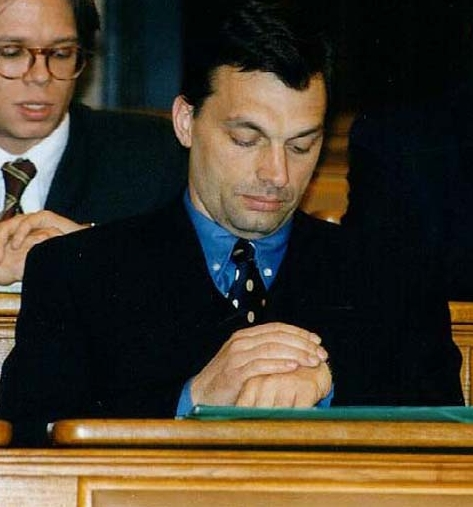
Орбан у 1997 році як лідер опозиції

1998 року, після перемоги «Фідес» на парламентських виборах (партія отримала 44 % голосів виборців) сформував правоцентристський уряд. У віці 35 років він став наймолодшим прем'єр-міністром у сучасній Угорщині (і другим у ХХ столітті — молодшим за нього був лише Андраш Хегедюш, який очолював уряд у 1955—1956). В економічній сфері виступав за зниження податків і соціальних внесків, боротьбу з безробіттям та інфляцією. У період роботи його уряду інфляція знизилася з 10 % 1999 до 7,8 % 2001 року (1998 року вона становила 15 %). Дефіцит бюджету скоротився з 3,9 % 1999 до 3,4 % 2001 року. Економічне зростання склало 4,4 % 1999, 5,2 % 2000, і 3,8 % 2001 року. Було скасовано плату за навчання в університетах, відновлено універсальні пільги для матерів.
Орбан виступав як прихильник німецької моделі управління, яка передбачає провідну роль прем'єр-міністра в системі влади. Він підсилив роль канцелярії прем'єр-міністра, провів радикальну реформу державного апарату, що призвела, зокрема, до створення суперміністерства економіки. Прагнення Орбана до зниження впливу парламенту на політичні процеси при посиленні особистого впливу прем'єра, викликало різку критику з боку опозиції, що обвинувачували його в авторитарних тенденціях і прагненні чинити вплив на ЗМІ. У період прем'єрства Орбана Угорщина, разом з Польщею і Чехією, в 1999 була офіційно прийнята в НАТО.

### У опозиції

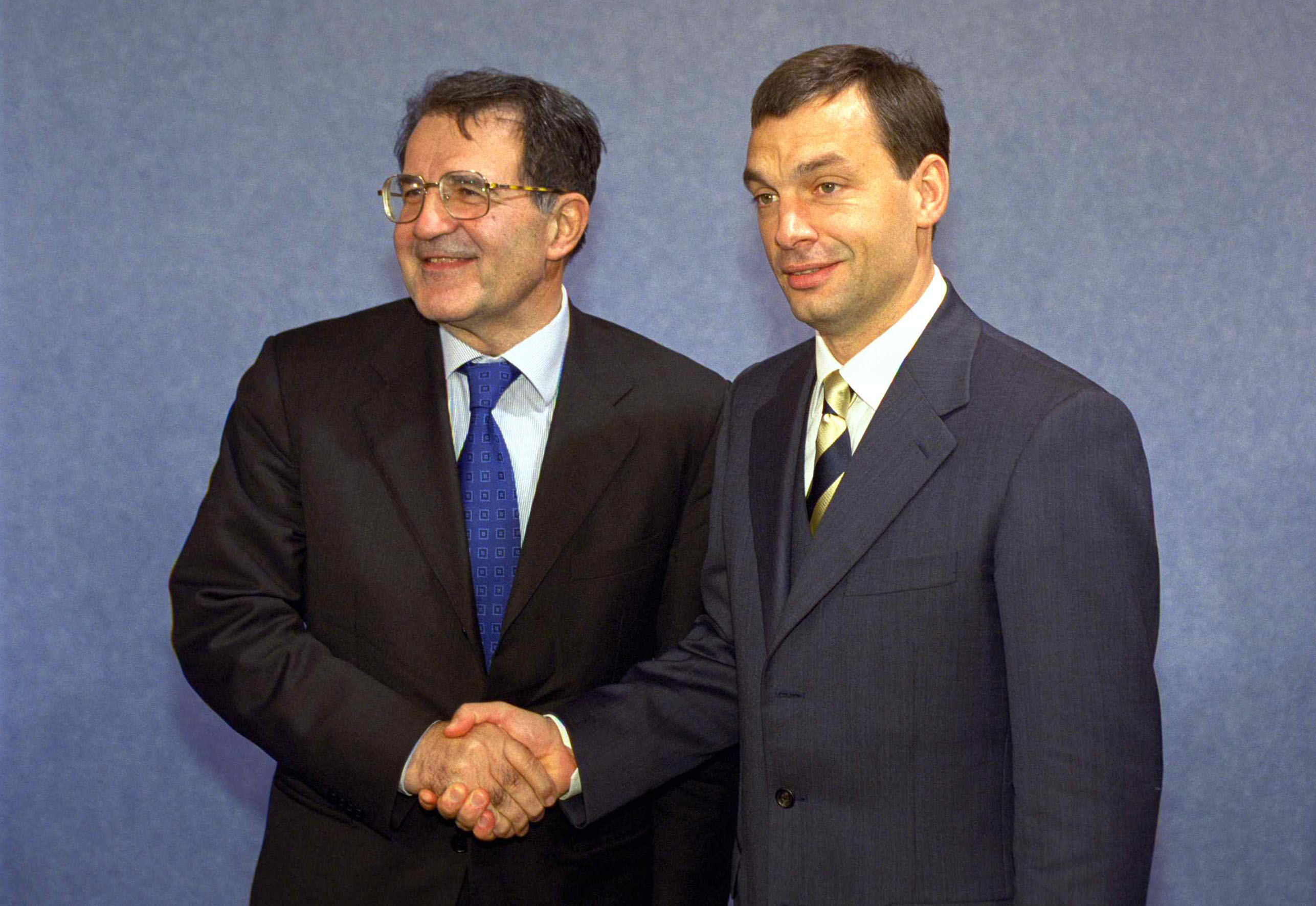
Орбан з Романо Проді у 1999 році

На виборах 2002 партія Орбана зазнала поразки, і він пішов у відставку. «Фідес» вимагав перерахунку голосів (Центрвиборчком відкинув цю вимогу) і вважав вибори нечесними. Проте міжнародні спостерігачі висловили єдине серйозне зауваження з приводу виборчої кампанії: державне телебачення було ангажоване на користь самого «Фідес». У той же час ліва і ліберальна преса постійно піддавала Орбана жорсткій критиці.
На виборах 2006 знову очолював «Фідес», а потім виступав як основна фігура опозиції уряду соціал-ліберальної коаліції. На думку політичних експертів, у своїй політичній діяльності він прагне поєднувати консервативну ідеологію і популістську практику.
2009 року Віктор Орбан в одному зі своїх виступів перед етнічними угорцями, що живуть у Словаччині назвав їх «державотворною спільністю» Угорщини, чим викликав занепокоєння і побоювання у словацькому керівництві.

### Друге премʼєрство
Другий уряд Орбана (2010–2014)

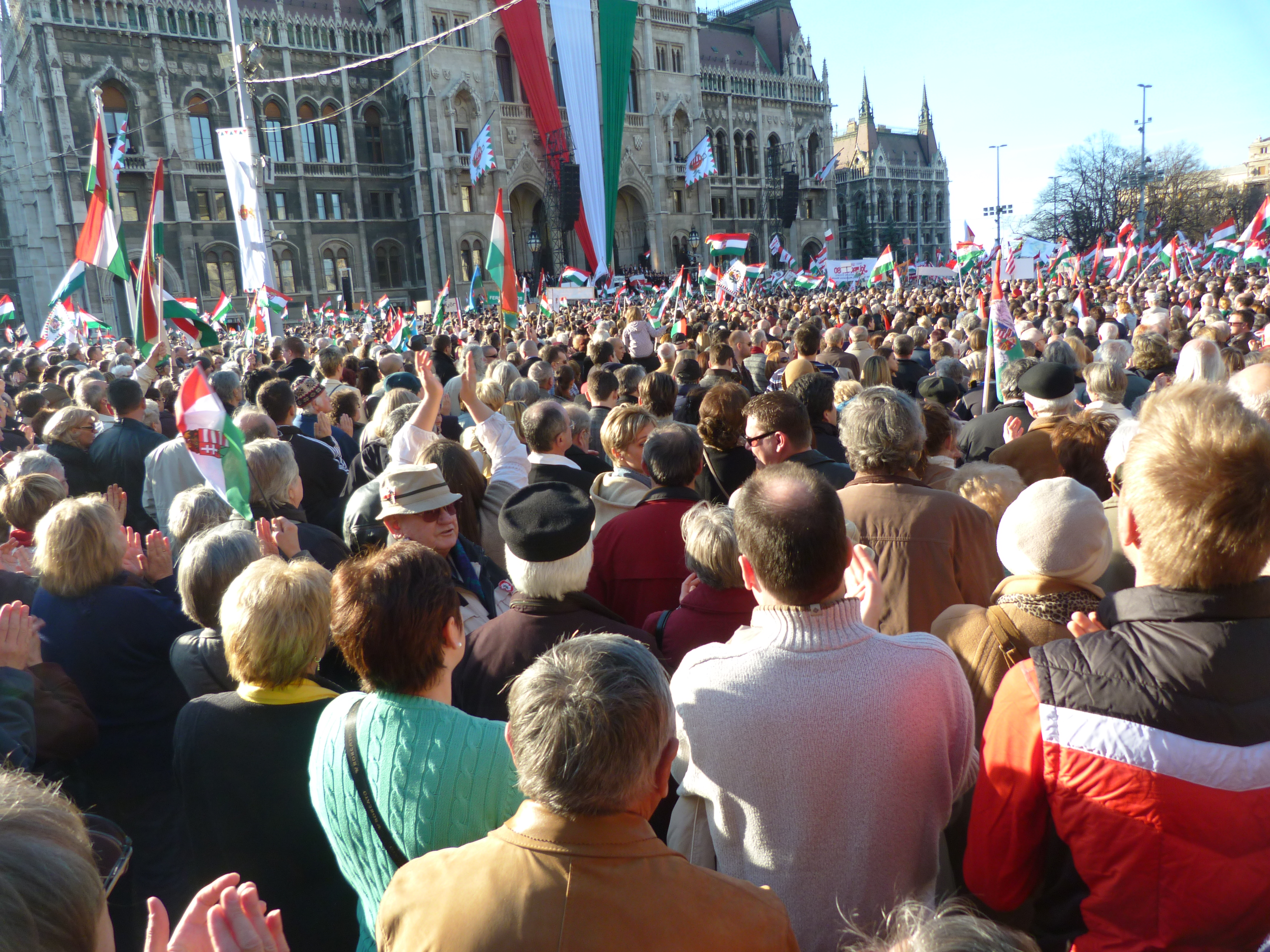
«Угорці не житимуть за наказами іноземних держав», — заявив Орбан натовпу на площі Кошута 15 березня 2012 року.

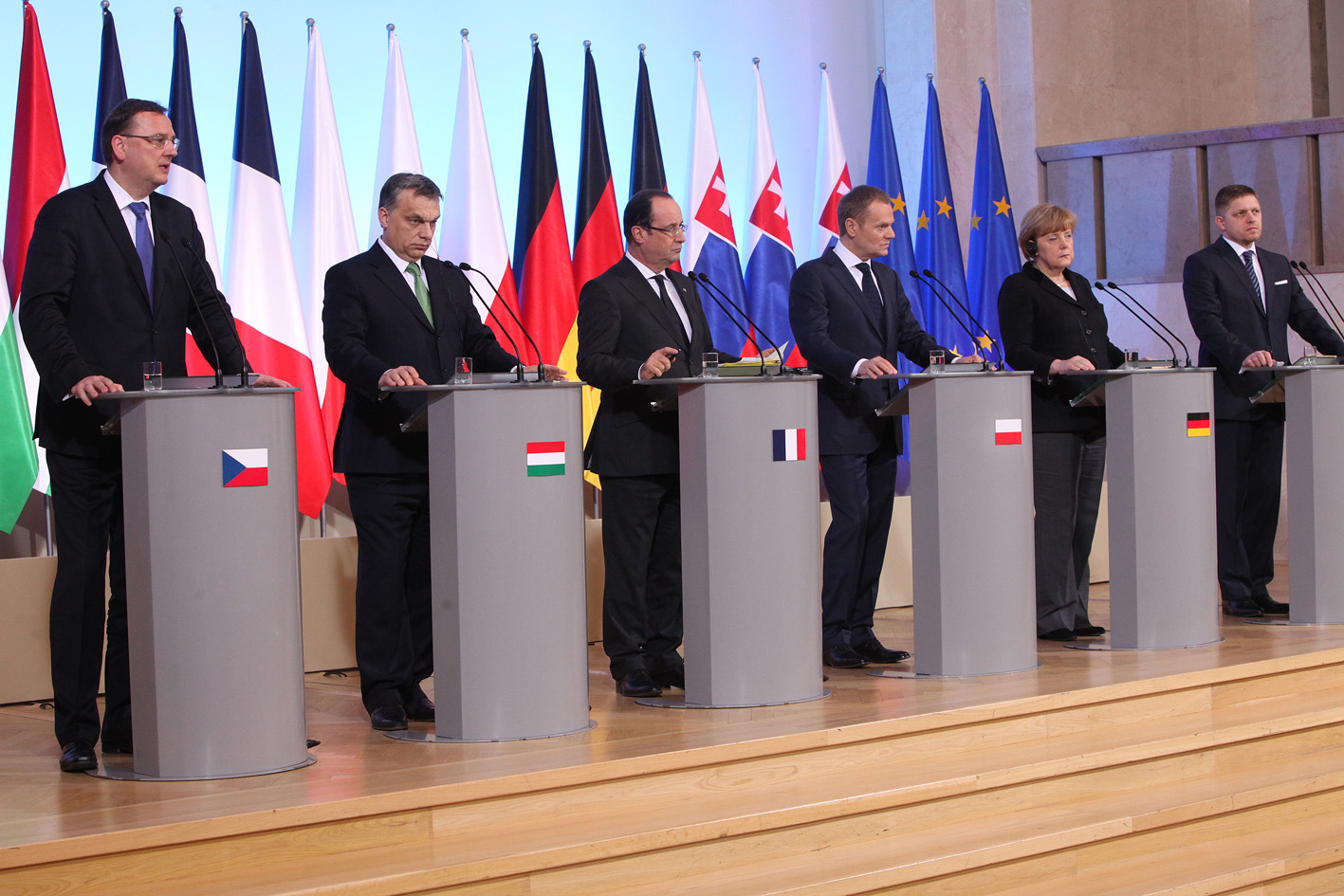
Орбан (другий зліва) на прес-конференції після зустрічі лідерів Вишеградської групи, Німеччини та Франції 6 березня 2013 року

12 та 25 квітня 2010 пройшли два тури парламентських виборів, на яких Угорський громадянський союз (ФІДЕС) отримав більше двох третин місць у законодавчому органі республіки (263 мандати з 386-ти), забезпечивши собі, таким чином, абсолютну більшість. Консерватори з ФІДЕС зможуть без будь-чиєї підтримки вносити зміни до законодавства, у тому числі і до конституції. Лідер громадянського союзу Віктор Орбан, коментуючи результати виборів, заявив, що угорські виборці зробили справжню «революцію», яка покладе кінець «злидням і розпачу», у яких перебуває країна.
29 травня 2010 Віктор Орбан знову став прем'єр-міністром Угорщини, діставши схвалення право-центристської коаліції: за його призначення голосував 261 депутат.
Третій уряд Орбана (2014–2018)

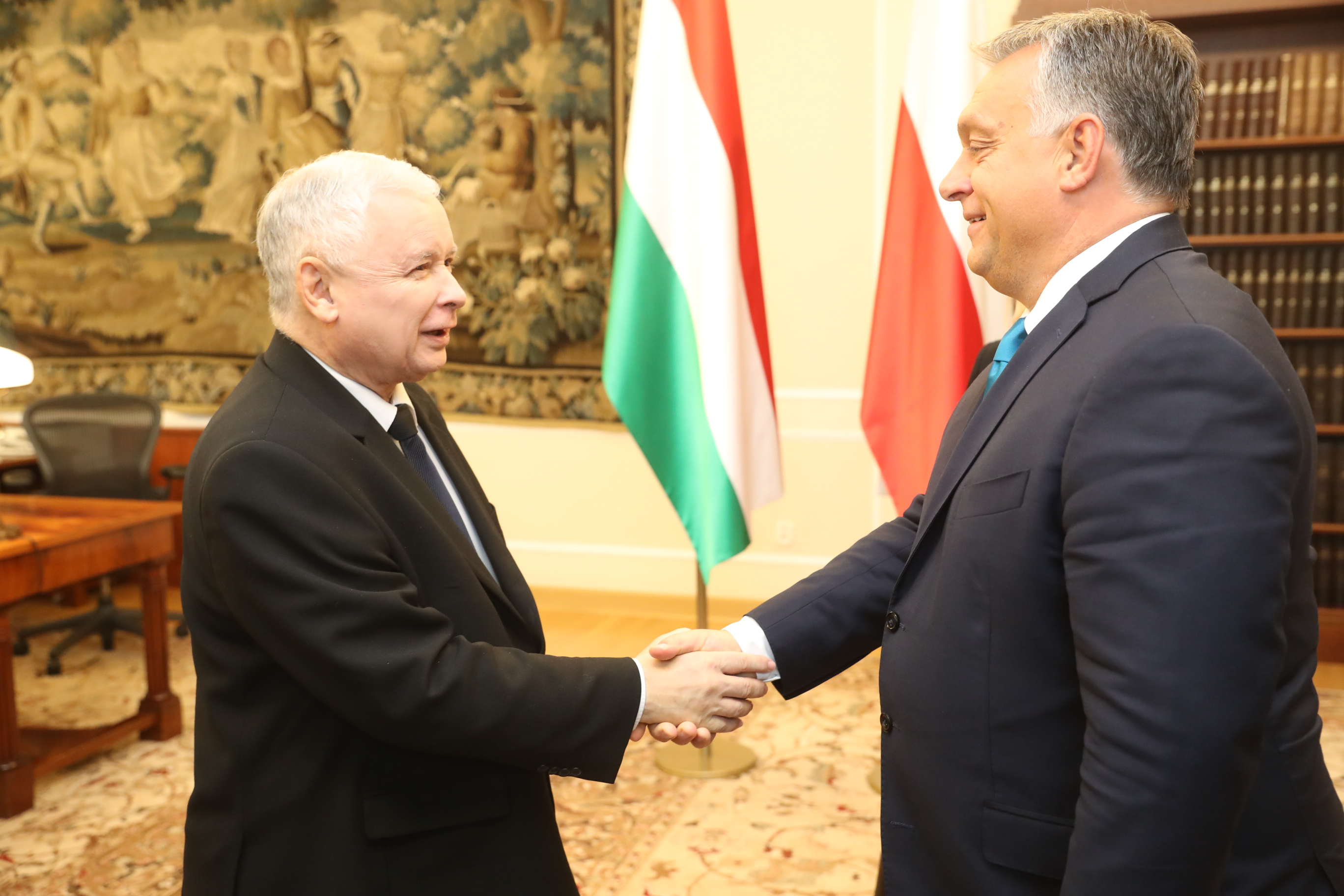
Лідер польської партії Право і справедливість (PiS) Ярослав Качинський з Орбаном 22 вересня 2017 року

У 2014 році Орбан оголосив тут про побудову в Угорщині «неліберальної демократії». З того часу в Угорщині посилилися проблеми із демократією, свободою слова та дискримінацією меншин, у чому звинувачують безпосередньо Орбана.
Четвертий уряд Орбана (2018–2022)

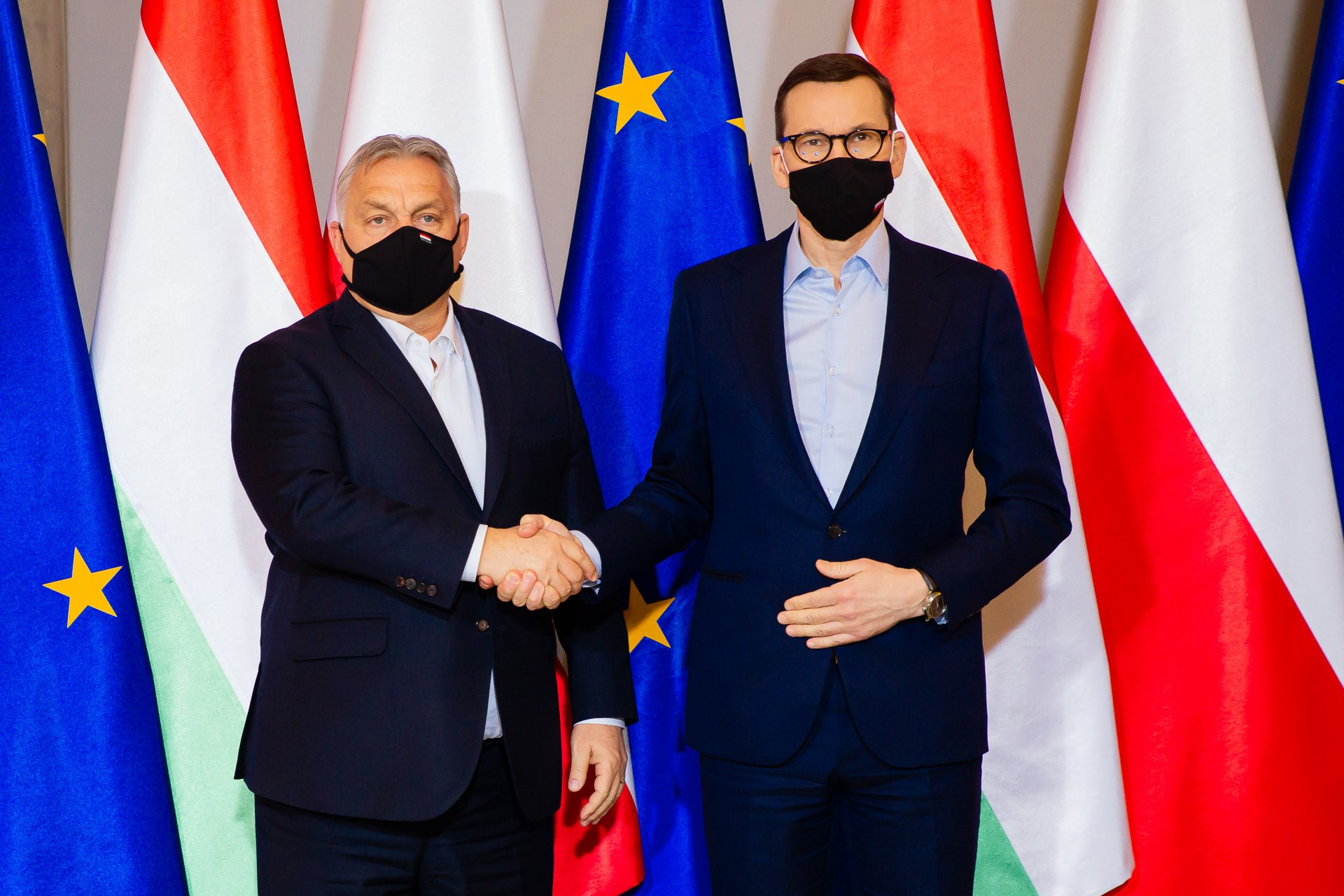
Орбан і прем’єр-міністр Польщі Матеуш Моравецький у грудні 2021 року

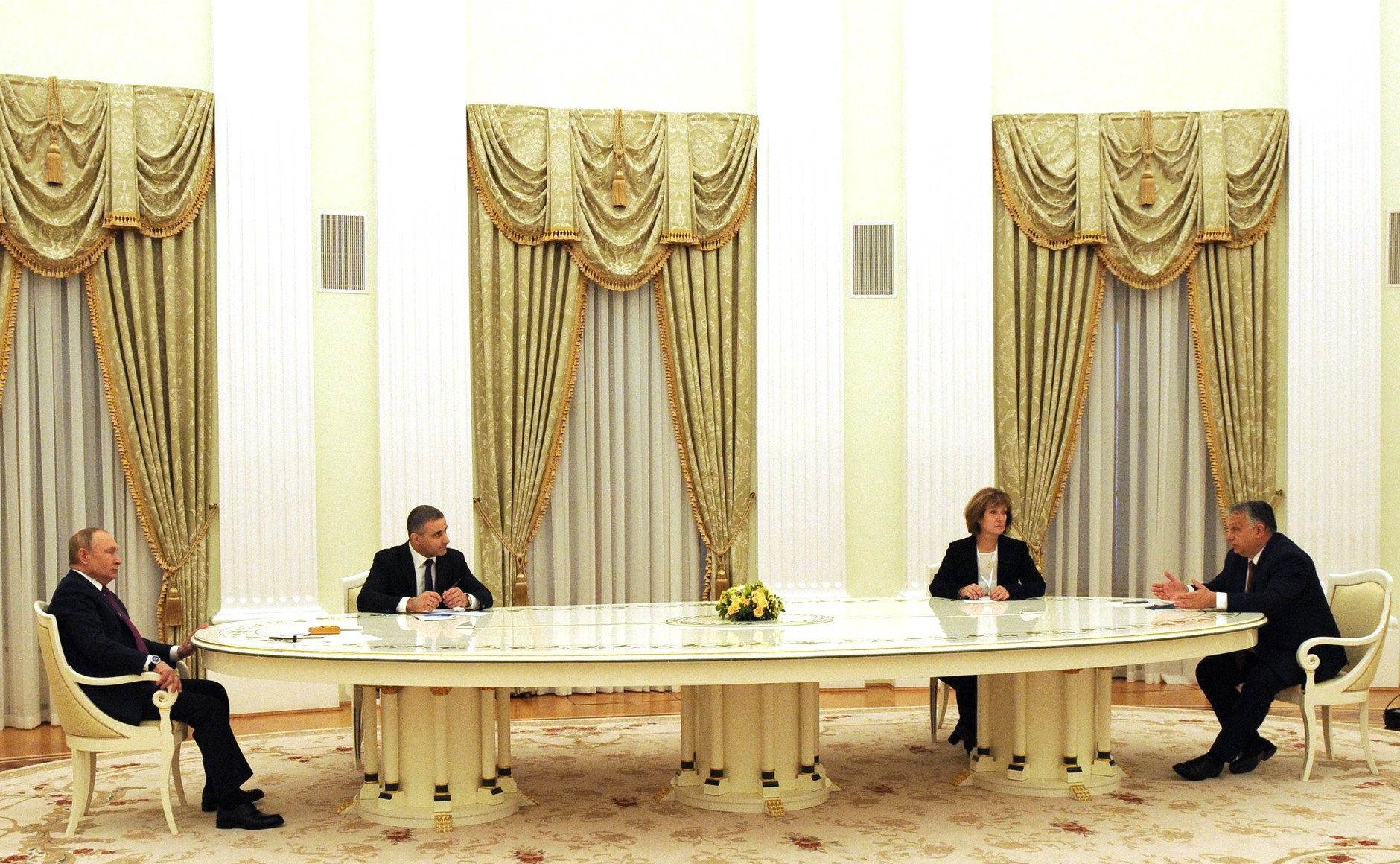
Президент Росії Володимир Путін з Віктором Орбаном у Кремлі 1 лютого 2022 року

2021 року посилилося протистояння Угорщини із ЄС, після того як уряд ініціював референдум щодо закону про захист дітей. Цей закон більшість уряду Євросоюзу та Єврокомісія різко засудили як такий, що дискримінує сексуальні меншини. Того ж року міжнародна неурядова організація «Репортери без кордонів» внесла Орбана у новий список національних лідерів, яких вважають «ворогами преси».
Четвертий уряд Орбана (з 2022)

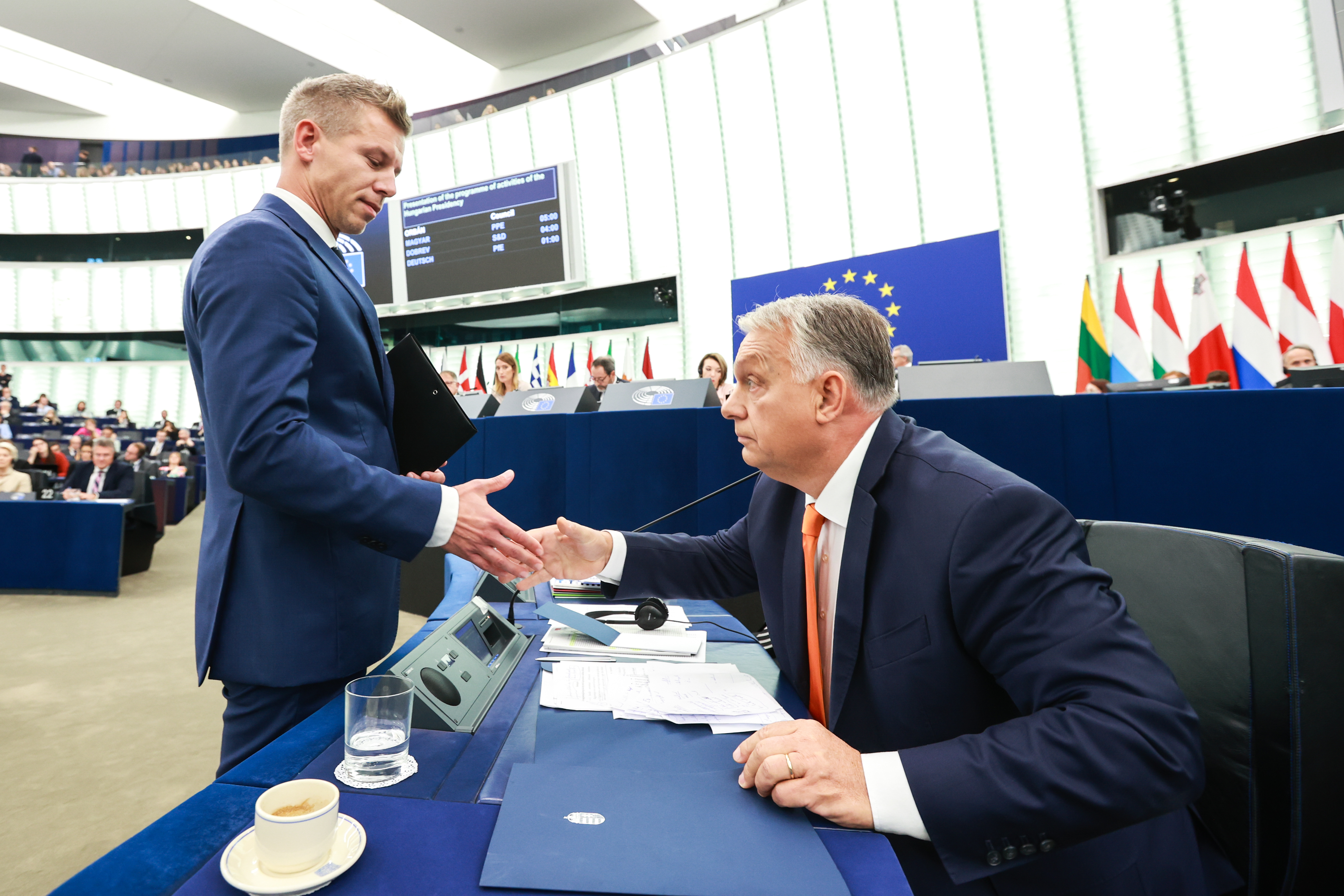
Орбан і лідер опозиції Петер Мадяр у 2024 році

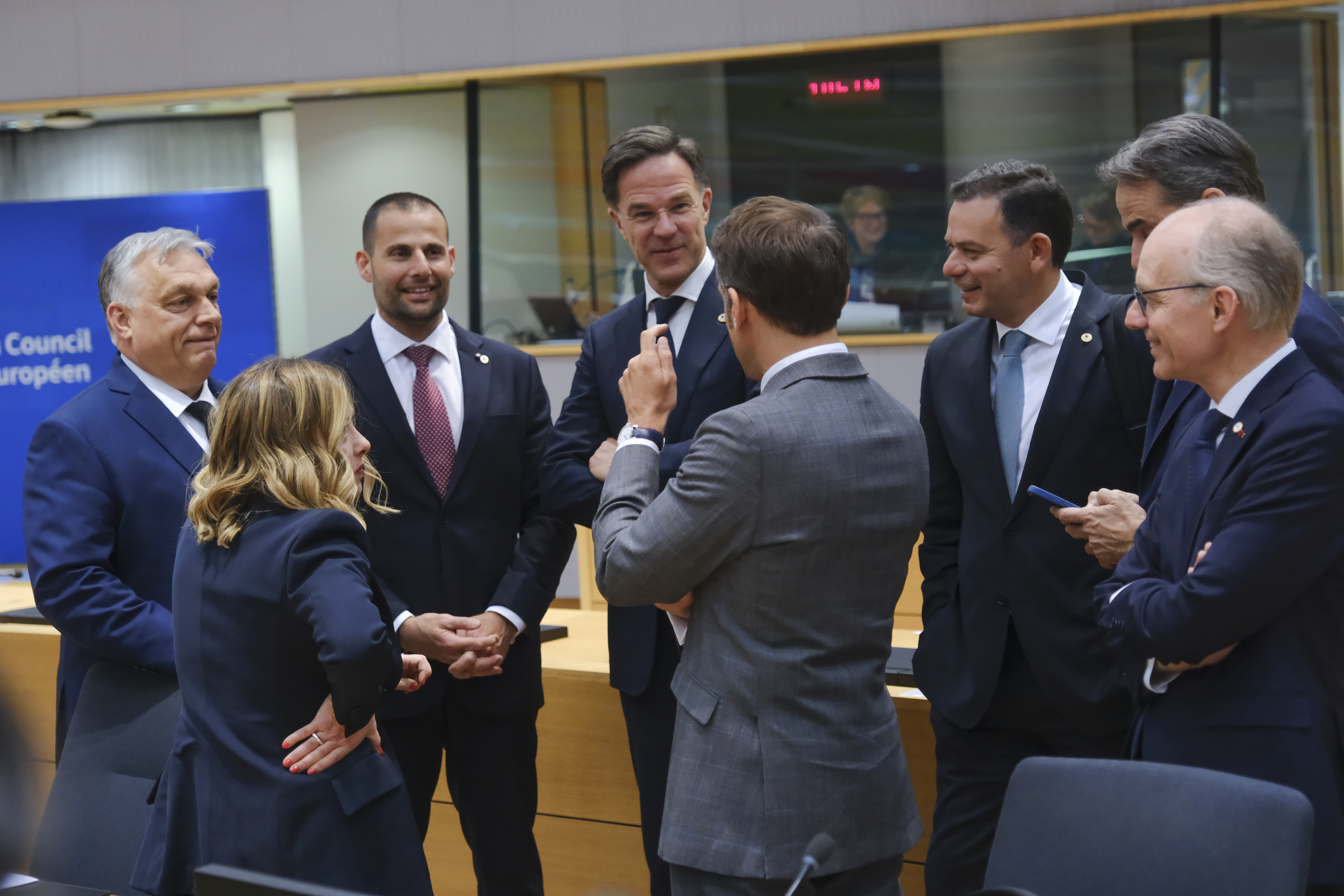
Орбан з європейськими лідерами на Європейській Раді у квітні 2024 року

У 2022 році Орбан як прем’єр-міністр назвав 5 головних системних загроз, чи то викликів для Угорщини: демографія, міграція, «гендер», війна та виклики, економіка та енергетика. «Гендерна загроза» пріоритетніша за війну та економіку, весь європейський континент перебуває у «демографічній ямі», подолання якої Віктор Орбан вважає пріоритетом номер один для угорської держави. А якщо визнати право існування в Угорщині ЛГБТ-людей, то це робить демографічну проблему ще глибшою. Міграцію Орбан вважає другою за вагою проблемою для угорців, але першою – для інших європейських країн. За його словами, є регіони «змішаних рас», а є такі як Угорщина, де збереглася чистота раси (однак у 2019 році в Туреччині Орбан заявив що у багатьох угорців є частка тюркської крові).
Впродовж останніх каденцій Орбана збільшився дефіцит бюджету та зовнішній борг Угорщини. 30 липня 2024 року Угорщина спростила умови в’їзду для росіян та білорусів. Після візиту прем’єр-міністра країни Віктора Орбана до Москви Будапешт включив громадян цих країн в програму так званої «національної карти», яку видають на 2 роки з можливістю продовження для охочих працювати в Угорщині.

## Звинувачення в корупції
4 лютого 2025 року опозиційний депутат опублікував відео у якому стало відомо що Віктор Орбан має незадекларований замок за €45 млн.

## Погляди

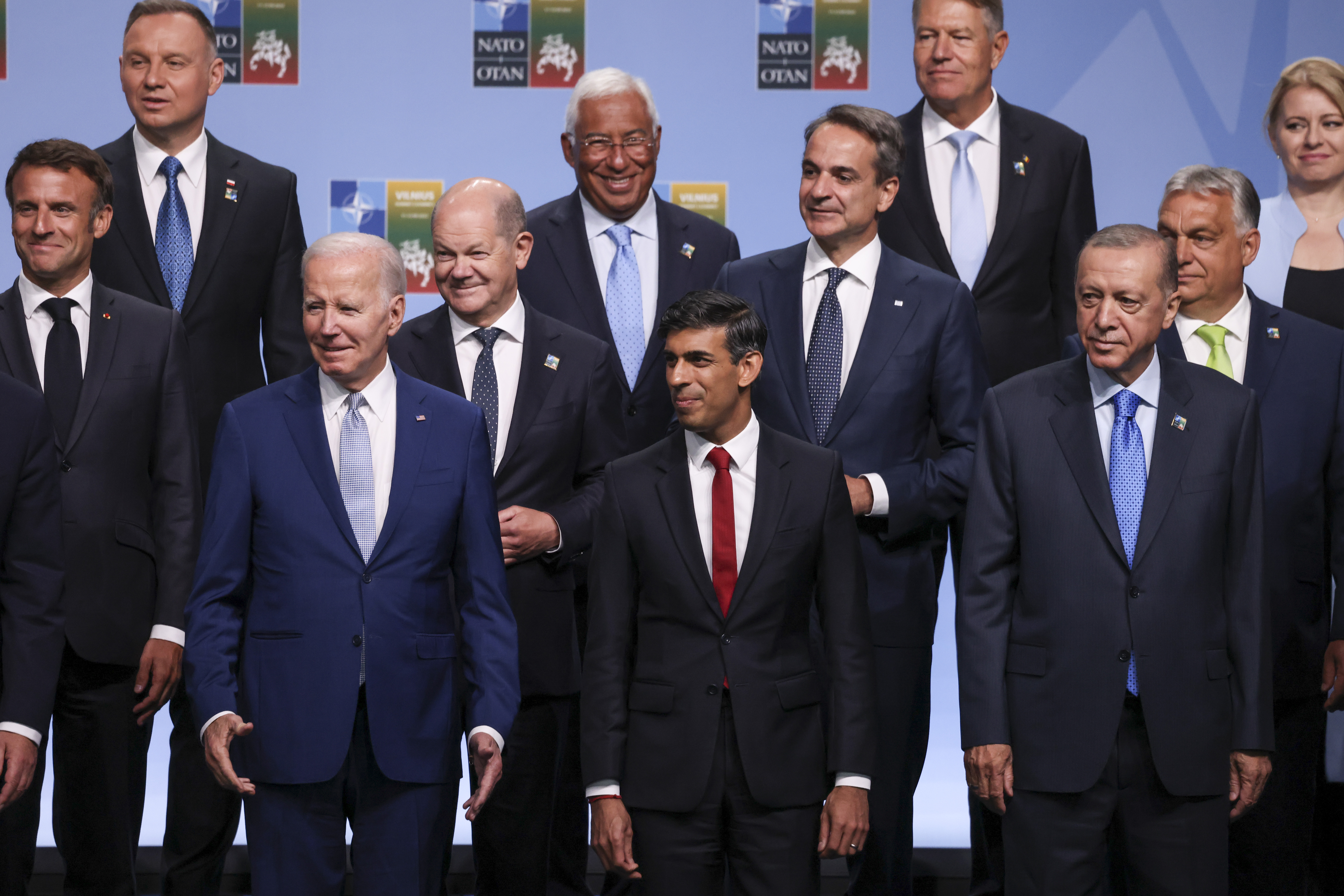
Орбан стоїть позаду Ердогана на саміті НАТО у Вільнюсі 11 липня 2023 року

Орбан вважається противником міграції та ЛГБТ та лояльним до авторитарних режимів, зокрема вітає авторитарних правителів із перемогами на сфальсифікованих виборах (серед них Путін та Ільхам Алієв у 2024 році). У 2021 році Угорщина заблокувала критичну заяву ЄС щодо силового розгону протестів у Гонконзі, а 31 липня 2024 року, згідно інформації від Politico, Угорщина наклала вето на спільну заяву ЄС про вибори у Венесуелі. 26 жовтня 2024 року Віктор Орбан, не чекаючи перших результатів ЦВК Грузії, привітав «Грузинську мрію» «зі значною перемогою» на парламентських виборах, які було визнано сфальсифікованими. 27 січня стало відомо що Угорщина не погодила спільну заяву країн Євросоюзу стосовно невизнання так званих президентських виборів у Білорусі, на яких уже всьоме «переміг» Олександр Лукашенко.

### Китай
За час прем'єрства Орбана Угорщина зблизилися з КНР і підписала із ним низку угод. У 2015 році Угорщина стала першою європейською державою що долучилася до китайської глобальної стратегії розвитку інфраструктури «Один пояс, один шлях». Навесні 2024 року стало відомо що Угорщина взяла у трьох китайських банків 1 млрд євро кредиту.

### ЄС
Віктор Орбан є противником Джорджа Сороса, заявляв що Сорос «керує Судом ЄС», та «атакує уряд Угорщини засобами публічної критики через угорські неурядові установи, працюючи над тим, щоб запустити до Угорщини нелегальних мігрантів». Також Орбан є противником міграції. Орбан заявляв, що Євросоюз атакує Угорщину «наступом ЛГБТ», і що його уряд «захистить християнське коріння» Угорщини від сексуальних меншин.

### США
Є прихильником Дональда Трампа. Заявляв що майбутні вибори у США — це шанс для правих сил перемогти «ліберальний світовий дух».

### Україна

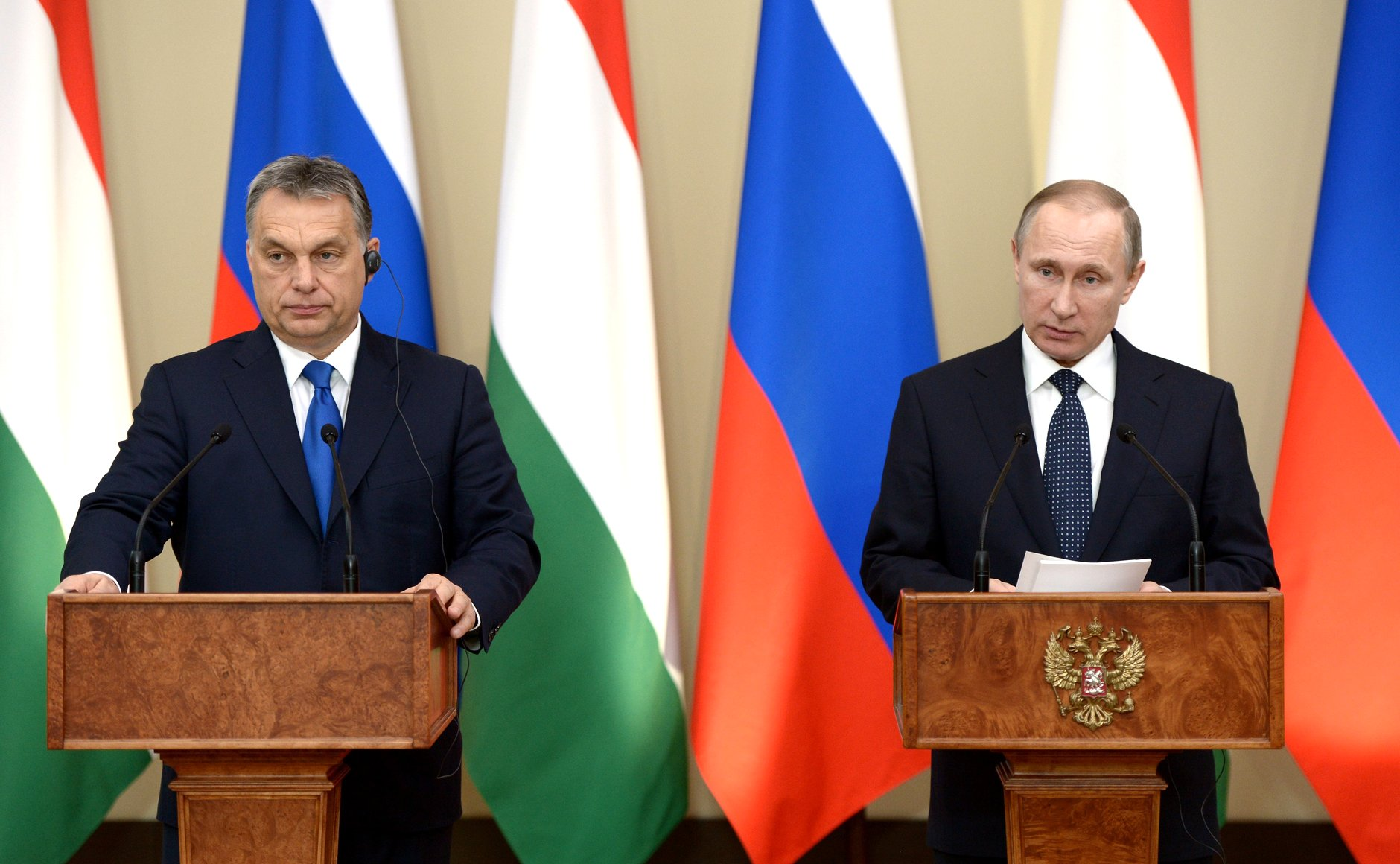
Орбан з Володимиром Путіним у лютому 2016 року

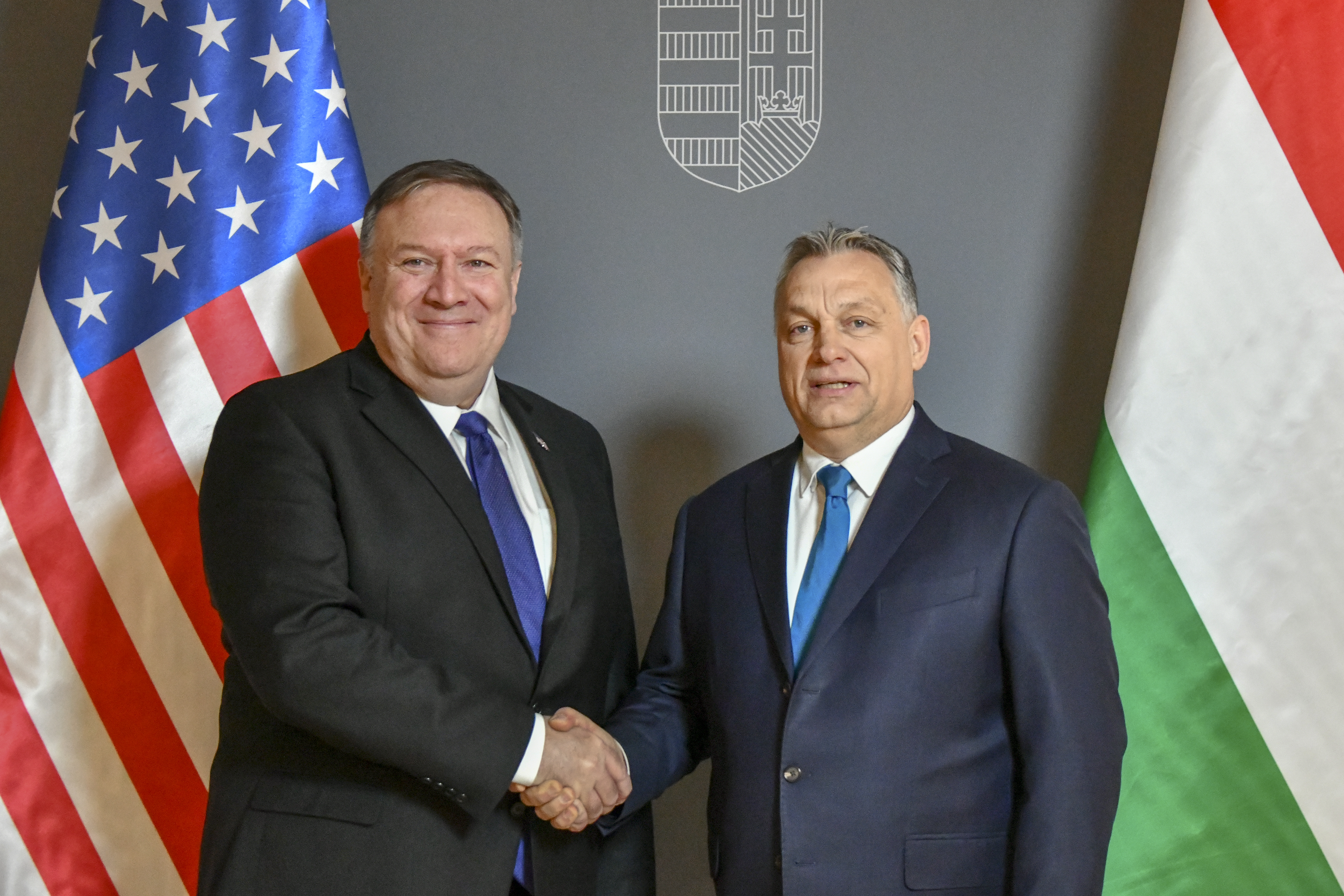
Орбан із Майком Помпео у Будапешті у лютому 2019 року

Під час агресії Росії проти України, у травні 2014 року Віктор Орбан висловився щодо суверенних форм захисту і гарантій прав угорської національної меншини в Україні, зокрема в контексті подвійного громадянства та «колективних прав» на «автономію», чиє широке тлумачення є полем для спекуляцій. Українське МЗС в свою чергу засудило такі висловлювання:
«Оприлюднені слова угорського прем'єр-міністра є ані слушними, ані доречними, особливо в час агресії РФ проти України та послідовних намірів кремлівського керівництва перекроїти нашу державу та підірвати національний мир і порозуміння»
Віктор Орбан систематично і регулярно поширював недостовірну інформацію про утиски та культурний геноцид угорської нацменшини на Закарпатті. Поширював недостовірну інформацію у які перебільшував чисельність угорської нацменшини на Закарпатті. Заявляв необхідність автономії для закарпатських угорців. Неодноразово засуджував український мовний закон, українізацію та декомунізацію.

#### Під час російського повномасштабного вторгнення
Напередодні вторгнення у лютому 2022 року Угорщина перемістила свої війська до українського кордону. У травні 2022 року в ефірі загальнонаціонального телемарафону Секретар РНБО Олексій Данілов заявив, що «Путін попереджав Угорщину про напад на Україну, і Будапешт захотів забрати частину наших земель собі».
Під час вторгнення в Україну неодноразово висловлював підтримку Росії та виступав проти надання військової та фінансової допомоги Україні. Звинувачував НАТО та США у початку російської війни. Поширював російські наративи про неможливість перемоги України у війні та неможливість відновлення українського контролю над усієї територією України. Неодноразово закликав зняти санкції із РФ. Противник членства України у НАТО та Європейському Союзі, зокрема заявляв що Україна ніколи туди не вступить. Назвав революції в Україні «частиною прогресивної змови».
У грудні 2023 року назвав російську загарбницьку війну проти України терміном кремлівської пропаганди «спеціальна операція». Того ж місяця Віктор Орбан наклав вето на пакет допомоги Україні у розмірі 50 мільярдів євро після того, як раніше утримався під час ухвалення рішення щодо переговорів про вступ України до ЄС. У липні 2024 року він заявив, що підрив «Північних потоків» — це тероризм і звинуватив адміністрацію Байдена в організації цих підривів.
17 січня 2025 року Віктор Орбан вкотре закликав Брюссель відмовитися від санкцій і налагодити відносини з російським режимом — «настав час викинути санкції проти Росії у вікно».

### Угорський реваншизм
Орбан регулярно пропагує ідею Великої Угорщини, під час його правління було створено багато пам'ятників із кордонами Угорського королівства що включають в себе частини усіх сусідніх з Угорщиною держав. «Диктат призвів до того, що дві третини території країни та 63 відсотки її населення були відрізані від нас. Таким чином, кожен третій угорець опинився за межами наших кордонів. Вердикт, очевидно, був смертним вироком», — заявив Орбан 4 червня 2020 року, у день сторіччя договору, який він оголосив національним святом у перший день свого перебування на посаді в 2010 році.

## Особисте життя

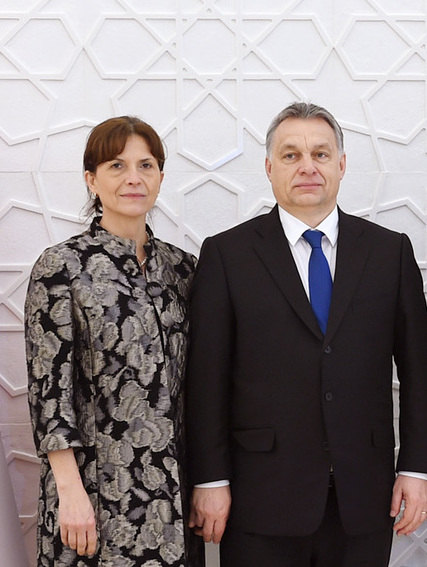
Орбан та його дружина Аніко Леваі у 2016 році

Дружина — Аніко Леваі, юристка і підприємиця, з 1990 року працює в Міжнародній службі порятунку дітей, а з 1998 року займається волонтерською, благодійною діяльністю в Угорській екуменічній організації допомоги.
У них п'ятеро дітей:
- Рахель (1989) закінчила у 2012 році факультет туризму та готельного бізнесу Університету Корвіна в Будапешті, але також навчалася по 1 семестру в Бостонському університеті, Сорбонні, Університеті Сієни та рік в елітній школі готельного менеджменту в Лозанні, Швейцарія. У 2013 році одружилася з підприємцем Іштваном Тіборчом (1986). Народила троє дітей: Аліз Тіборч (2016), Анна Адель Тіборч (2018), Берталан Тіборч (2020).
- Ґаспар (1992) був колишнім професійним футболістом, згодом студентом права та засновником християнського руху Felház. Професійний військовий з 2019 року, офіцерську присягу склав 20 серпня 2020 року.
- Сара (1994) закінчила середню школу Святої Анжели у Будапешті в 2013 році потім вивчала історію в Католицькому університеті Петра Пазмані. 26 серпня 2017 року одружилася з Тамашем Сокірою (1990). Виховують трьох дітей: Йоганна Сокіра (2018), Фюлеп Янош Сокіра (2020), Віктор Жиґмонд Сокіра.
- Роза (2000)
- Флора (2004)

Основним захопленням Орбана є футбол. Одночасно з політичною діяльністю, грав у клубі третього футбольного дивізіону «Фелчут» (Felcsút FC). 2001 року через його футбольне тренування у рамках підготовки до національного чемпіонату щотижневе засідання угорського уряду було перенесене з вівторка на п'ятницю. Крім того, Орбан є одним з головних спонсорів свого клубу, а 2004 року заміняв його тренера.

## Нагороди
Нагороджений Великим хрестом ордена Заслуг (Угорщина, 2001), Великим хрестом ордена св. Григорія Великого (Ватикан, 2004).